# Tourtas
Le Tourtas (en russe : Туртас) est une rivière de Russie qui coule dans les oblasts d'Omsk et de Tioumen en Sibérie occidentale. C'est un affluent de l'Irtych en rive droite, donc un sous-affluent de l'Ob.

## Géographie
Le Tourtas prend naissance dans la zone occidentale des marais de Vassiougan de l'union de deux rivières : le Grand Tourtas (Большой Туртас) et le Petit Tourtas (Малый Туртас), tous deux nés dans l'oblast d'Omsk. Dès sa naissance, le Tourtas adopte une direction sud-est/nord-ouest, direction qu'il maintient grosso modo tout au long de son parcours.
Après un parcours de 241 kilomètres dans la taïga marécageuse, il conflue avec l'Irtych en rive droite, à cinq kilomètres en amont de la petite ville d'Ouvat.
Le Tourtas est habituellement pris par les glaces depuis la deuxième quinzaine d'octobre ou la première quinzaine de novembre, jusqu'à la fin du mois d'avril ou au début du mois de mai.

## Hydrométrie - Les débits à Novy Tourtas
Le débit du Tourtas a été observé pendant 23 ans (sur la période 1960 à 1982) à Novy Tourtas, petite localité située à 157 kilomètres de son confluent avec l'Irtych. 
À Novy Tourtas, le débit inter annuel moyen ou module observé sur cette période était de 39,9 m3/s pour une surface de drainage prise en compte de 8 660 km2, soit plus ou moins 71,5 % de la totalité du bassin versant de la rivière qui en compte 12 100.
La lame d'eau écoulée dans cette partie du bassin atteint ainsi le chiffre de 145 millimètres par an, ce qui peut être considéré comme modéré, mais correspond aux valeurs relevées pour les autres cours d'eau de la région, et ce dans le contexte du bassin de l'Ob, caractérisé par un écoulement assez faible. 
Cours d'eau alimenté avant tout par la fonte des neiges, le Tourtas a un régime nivo-pluvial. 
Les hautes eaux se déroulent au printemps, de la mi-avril à la mi-juin, ce qui correspond au dégel et à la fonte des neiges du bassin. Dès le mois de juin, le débit baisse fortement, mais reste en général satisfaisant sans être abondant, tout au long du reste de l'été et de l'automne.
Au mois de novembre, le débit de la rivière faiblit à nouveau, ce qui mène à la période des basses eaux. Celle-ci a lieu de décembre à mars inclus. 
Le débit moyen mensuel observé en mars (minimum d'étiage) est de 4,30 m3/s, soit près à peine plus de 2 % du débit moyen du mois de mai (205 m3/s), ce qui souligne l'amplitude très élevée des variations saisonnières, même dans le cadre sibérien où les écarts sont souvent très importants. Ces écarts de débit mensuel peuvent être encore plus marqués d'après les années : sur la durée d'observation de 23 ans, le débit mensuel minimal a été de 1,66 m3/s en février 1975, tandis que le débit mensuel maximal s'élevait à 404 m3/s en mai 1981.
En ce qui concerne la période libre de glaces (de mai à octobre inclus), le débit minimal observé a été de 4,04 m3/s en septembre 1967, ce qui implique des étiages d'été assez sévères eux aussi.  